# Navia wurdackii
Navia wurdackii är en gräsväxtart som beskrevs av Lyman Bradford Smith. Navia wurdackii ingår i släktet Navia och familjen Bromeliaceae. Inga underarter finns listade i Catalogue of Life.